# Brownacris gariepensis
Brownacris gariepensis är en insektsart som beskrevs av Brown, H.D. 1972. Brownacris gariepensis ingår i släktet Brownacris och familjen gräshoppor. Inga underarter finns listade i Catalogue of Life.